# Tsa de l'Ano
Tsa de l'Ano är en bergstopp i Schweiz.   Den ligger i distriktet Hérens och kantonen Valais, i den södra delen av landet, 100 km söder om huvudstaden Bern. Toppen på Tsa de l'Ano är 3 368 meter över havet, eller 132 meter över den omgivande terrängen. Bredden vid basen är 0,37 km.
Terrängen runt Tsa de l'Ano är huvudsakligen mycket bergig. Närmaste större samhälle är Zermatt, 15,0 km öster om Tsa de l'Ano. 
Trakten runt Tsa de l'Ano består i huvudsak av gräsmarker. Runt Tsa de l'Ano är det glesbefolkat, med 8 invånare per kvadratkilometer.